# Eskalofrío
Eskalofrío és una pel·lícula espanyola de thriller de terror sobre fenòmens paranormals del 2008 dirigida per Isidro Ortiz, codirector de Faust 5.0, en la qual vol recuperar l'ambient dels contes gòtics i fer un homenatge a Edward Scissorhands. Fou rodada al Pirineu navarrès. Ha estat doblada al català.

## Sinopsi
Santi és un solitari adolescent al·lèrgic a la llum del sol que fuig de la ciutat per a resguardar-se en un poble remot. Però allí es trobarà atrapat en un congost, sospitós d'una sèrie de successos estranys dels quals només podrà exculpar-se revelant el terrible secret que oculta el bosc. Afortunadament, Santi rebrà el suport de Leo, un «freaky» aficionat a la parapsicologia, que perdrà la innocència en estampar-se contra l'horror del real.

## Repartiment
- Junio Valverde - Santi
- Jimmy Barnatán - Leo
- Francesc Orella - Dimas
- Blanca Suárez - Ángela
- Mar Sodupe - Julia
- Roberto Enríquez - Antonio
- Pau Poch - Tito

## Nominacions i premis
Premis Gaudí de 2009
| Categoria                 | Nominat                                     | Resultat  |
| ------------------------- | ------------------------------------------- | --------- |
| Millors efectes especials | Josep Maria Aragonès i Gaya Arturo Balseiro | Guanyador |
| Millor so                 | Jaume Meléndez, James Muñoz i José Manovel  | Guanyador |

Festival Europeu de Cinema Fantàstic d'Estrasburg
| Categoria       | Nominat      | Resultat  |
| --------------- | ------------ | --------- |
| Premi del Jurat | Isidro Ortiz | Guanyador |
| Octopus d'Or    | Isidro Ortiz | Nominat   |